# Lotoria lotoria
Чернопятнистый тритон (лат. Lotoria lotoria) — вид морских брюхоногих моллюсков из семейства тритонов.
Ископаемые Lotoria lotoria датируются эоценом (возрастной диапазон: от 55,8 до 0,012 миллионов лет назад).
Раковина Lotoria lotoria может достигать размера 90—160 мм.
Моллюск обитает в тропических водах Индо-Тихоокеанской области на глубине от 3 до 30 метров.
Вид является довольно распространённым в коралловых рифах у Австралии и в Индийском океане.